# Eastport Municipal Airport
Eastport Municipal Airport (ICAO: KEPM) is een publieke stedelijke luchthaven in de Amerikaanse stad Eastport. De luchthaven bezet een totale oppervlakte van 102 ha.